# Fenyan (köpinghuvudort i Kina, Hubei Sheng, lat 29,98, long 113,05)
Fenyan (kinesiska: 分盐, 分盐镇) är en köpinghuvudort i Kina. Den ligger i provinsen Hubei, i den centrala delen av landet, omkring 140 kilometer sydväst om provinshuvudstaden Wuhan. Antalet invånare är 44 536. Befolkningen består av 20 950 kvinnor och 23 586 män. Barn under 15 år utgör 17,0 %, vuxna 15-64 år 72 %, och äldre över 65 år 10,0 %.
Runt Fenyan är det ganska tätbefolkat, med 248 invånare per kvadratkilometer. Närmaste större samhälle är Xingou, 19,0 km nordväst om Fenyan. Trakten runt Fenyan består till största delen av jordbruksmark.
Genomsnittlig årsnederbörd är 1 758 millimeter. Den regnigaste månaden är maj, med i genomsnitt 229 mm nederbörd, och den torraste är december, med 39 mm nederbörd.